# Éliot Laprise
Éliot Laprise, es un actor y comediante canadiense conocido por sus participaciones en teatro. 

## Biografía
Éliot habla con fluidez el francés.
En 2007 se graduó del "Conservatorio de Arte Dramático de Quebec" ("Conservatoire d'art dramatique de Québec").

## Carrera
En el 2009 apareció en la película dramática canadiense Les grandes chaleurs donde interpretó al contador Didier.
En 2011 apareció como invitado en la serie 19-2 donde interpretó al abusador en el cuarto episodio de la primera temporada.

## Filmografía[1][2]

### Series de televisión
| Año  | Título | Personaje | Notas          |
| ---- | ------ | --------- | -------------- |
| 2011 | 19-2   | Abusador  | episodio # 1.4 |

### Películas
| Año  | Título               | Personaje         | Notas |
| ---- | -------------------- | ----------------- | --- |
| 2016 | Feuilles mortes      | Kevin             | junto a Roy Dupuis, Noémie O'Farrell, Rancourt-Lessard, Philippe Racine, Mélody Minville y Marie-Ginette Guay       |
| 2014 | L'escale             | -                 | corto - junto a Claude Breton-Potvin                                                                                |
| 2013 | Triptyque            | Guillaume         | junto a Frédérike Bédard, Lise Castonguay, Hans Piesbergen, Rebecca Blankenship, Aube Foglia y Marie-Ginette Guay   |
| 2010 | Chargé               | Amigo de Maxime   | corto - junto a Nicolas Létourneau, Ansie St-Martin, Maxime Perron y Eloïse Tanguay Simard                          |
| 2009 | Les grandes chaleurs | Didier / Contador | junto a Marie-Thérèse Fortin, François Arnaud, Marie Brassard, Yvan Benoît, François Létourneau y Véronique Beaudet |

### Teatro
| Año         | Título                               | Personaje              | Director (a)          | Teatro                                          | Notas |
| ----------- | ------------------------------------ | ---------------------- | --------------------- | ----------------------------------------------- | ----- |
| 2015        | 1984 de George Orwell                | Martin                 | Marie-Josée Bastien   | Théâtre du Trident / Théâtre Denise-Pelletier   | -     |
| 2015        | Bousille et les justes               | Henri                  | Jean-Philippe Joubert | Théâtre de La Bordée                            | -     |
| 2015        | Macbeth                              | Angus / Asesino        | Marie-Josée Bastien   | Théâtre du Trident                              | -     |
| 2015        | La Cantatrice Chauve                 | Bombero                | Frédéric Dubois       | Théâtre des Fonds de Tiroirs                    | -     |
| 2014        | La Famille se crée en copulant       | Teórico / Varios Roles | Frédéric Dubois       | Théâtre des Fonds de Tiroirs                    | -     |
| 2014        | Faire l’amour                        | Varios Roles           | Véronique Côté        | Théâtre Bienvenue / Théâtre Périscope           | -     |
| 2014        | Femme nonré éducable / Anna P        | Varios Roles           | Olivier Lépine        | -                                               | -     |
| 2014        | Electronic City                      | Tom / Varios Roles     | Jocelyn Pelletier     | Théâtre Périscope                               | -     |
| 2013 - 2014 | Danse de Garçons                     | Intérprete             | Karine Ledoyen        | Théâtre de Québec                               | -     |
| 2013        | Entre vous et moi, iln’y a qu’un mur | Padre / Varios Roles   | Jocelyn Pelletier     | -                                               | -     |
| 2013        | Dévadé                               | Bruno                  | Frédéric Dubois       | Théâtre de La Bordée                            | -     |
| 2013        | Le NoShow                            | Él Mismo               | Alexandre Fecteau     | -                                               | -     |
| 2013        | Frankenstein                         | Félix                  | Jean Leclerc          | Théâtre du Trident / Théâtre Denise-Pelletier   | -     |
| 2010        | La Reine Margot                      | Annibal de Coconas     | Marie-Josée Bastien   | Théâtre de la Bordée / Théâtre Denise-Pelletier | -     |